# Laminacauda dentichelis
Laminacauda dentichelis é uma espécie de aranhas araneomorfas da família Linyphiidae encontrada no Equador.  Esta espécie foi descrita pela primeira vez em 1913, pelo biólogo Berland.